# Neuffen
Neuffen là một thị trấn trong huyện Esslingen của bang Baden-Württemberg miền nam nước Đức. Thị trấn nằm cách Reutlingen 14 km về phía đông bắc, và cách thành phố Stuttgart 28 km về phía đông nam.
Thị trấn có những điểm du lịch hấp dẫn trong đó là lâu đài Hohenneuffen với những bức tường vững chãi nằm trên cao sườn núi dãy Schwäbische Alb.